# Gloster Gauntlet
Gloster Gauntlet byl britský jednomotorový stíhací dvouplošník smíšené konstrukce s pevným ostruhovým podvozkem.

## Vznik
V roce 1928 objednalo Ministerstvo letectví u firmy Gloster Aircraft Co. Ltd. z Gloucesteru stíhací prototyp podle specifikací F.10/27. Společnost odpověděla projektem SS.18, který počítal s použitím hvězdicové pohonné jednotky Bristol Mercury IIA o výkonu 330 kW. Podle požadavků ministerstva měl být nový stíhací letoun vybaven šesti kulomety; dvěma na bocích trupu a čtyřmi instalovanými ve spodním křídle. Maximální rychlost měla činit 400 km/h.

## Vývoj

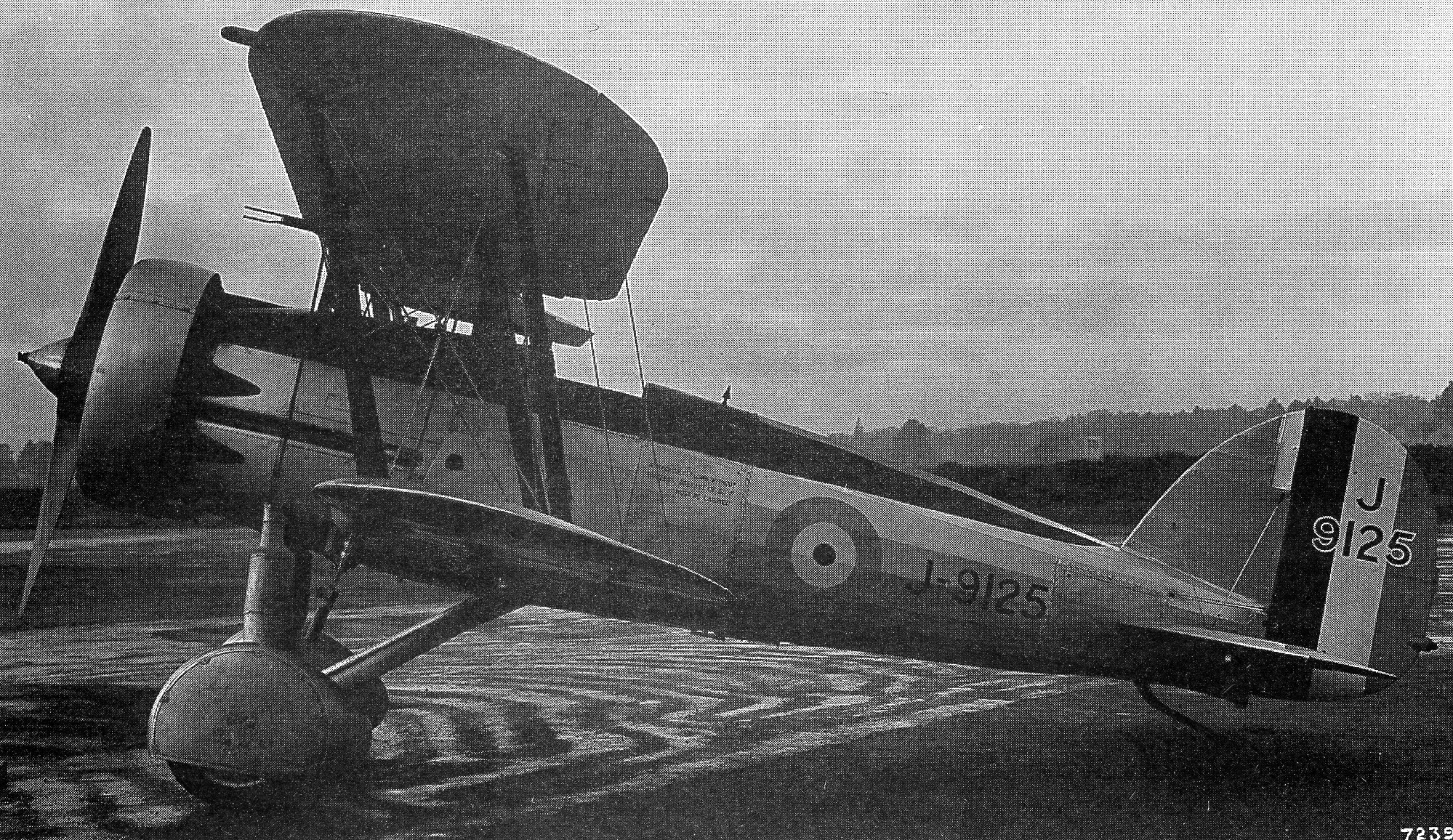
Gloster SS.19A (J9125)

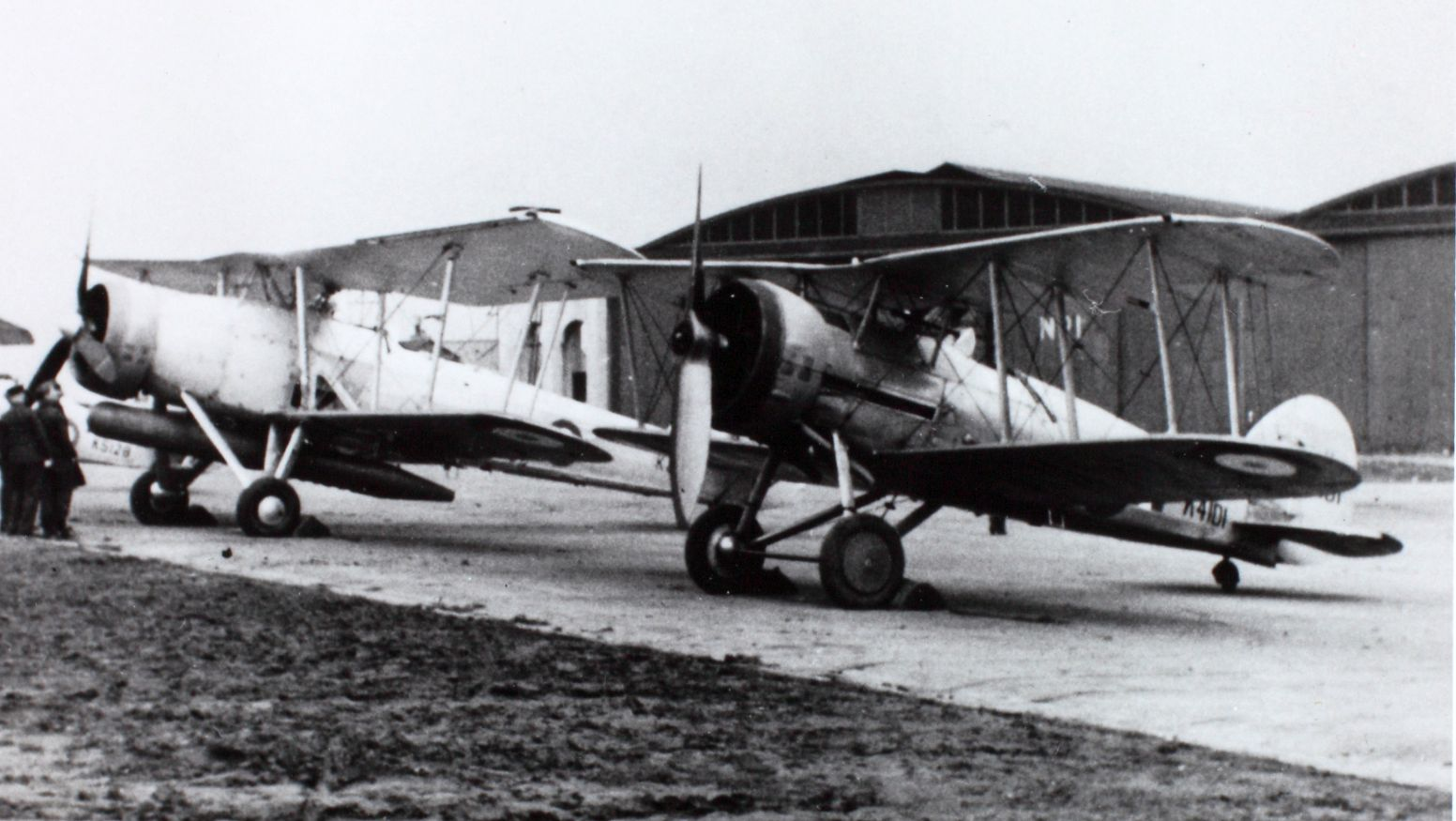
Gloster Gauntlet Mk.I (K4101) ve společnosti se strojem Fairey Swordfish

Prototyp SS.18 (J9125) poprvé vzlétl v lednu roku 1929. Nízký výkon motoru, který se nepodařilo zvýšit na slibovaných 368 kW, vedl k zástavbě hvězdicového motoru Bristol Jupiter VIIF o 382 kW. Takto inovovaný prototyp nesl označení SS.18A, po další výměně motoru, tentokrát za Armstrong Siddeley Panther III o 411 kW, SS.18B. V létě roku 1930 se první prototyp vrátil k Jupiteru VIIFS s krytem Townend a s dalšími úpravami se jeho označení změnilo na SS.19A.
Oficiální přejímací testy v Martleshamu, zahájené v září 1930, byly provázeny obtížemi s odstraňováním problémů se stabilitou a vybavením. Původní výzbroj byla redukována na dvojici kulometů Vickers v bocích trupu.
V roce 1932 prodělal první prototyp sériového čísla J9125 již čtvrtou změnu pohonné jednotky. Po montáži motoru Bristol Mercury VIS, jehož původní výkon 394 kW byl vyladěn na 419 kW, nesl označení SS.19B.

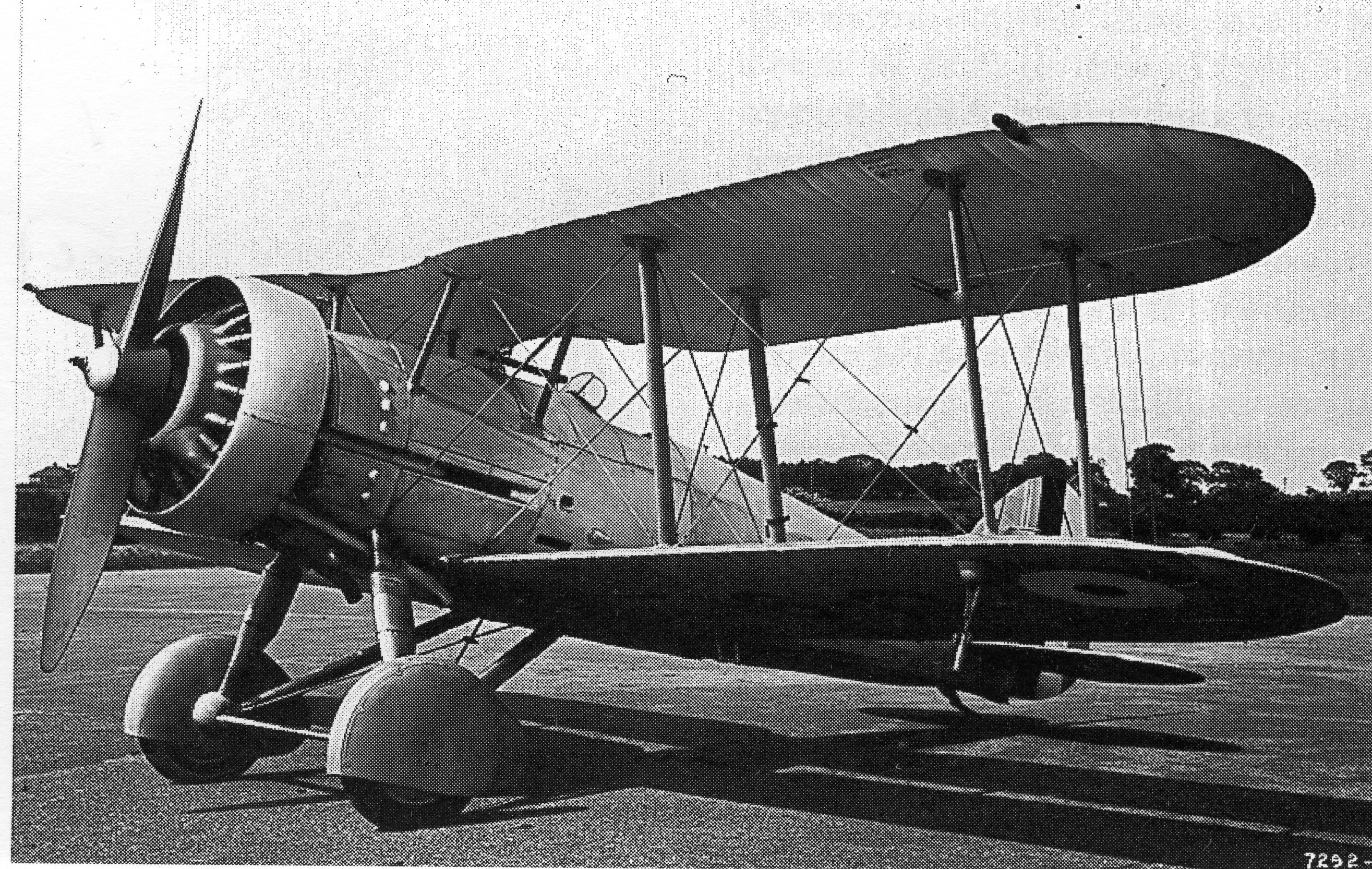
Gloster SS.19B (J9125)

Ministerstvo letectví v lednu 1934 objednalo sérii 24 letounů pod názvem Gloster Gauntlet Mk.I. Pod motorovým krytem typu NACA byl umístěn motor Mercury VIS2, hlavňovou výzbroj tvořila dvojice kulometů Vickers Mk.V se 600 náboji na hlaveň. Vrtule byla dvoulistá. Pod spodním křídlem byly závěsy pro čtyři pumy o hmotnosti 9 kg. První sériový letoun byl zalétán 17. prosince 1934.
V dubnu 1935 následovala zakázka na 104 další stroje. Společnost Gloster již tehdy patřila koncernu Hawker, který uplatnil mnohá technologická zdokonalení. Ta zahrnovala instalaci třílisté vrtule, náhrady montážní metody trupové příhrady Gloster Hawkerovou a další vylepšení. Vznikla tak verze Gauntlet Mk.II, který provedl první let v září 1935. V této době bylo objednáno dalších 100 exemplářů.
V roce 1936 vzlétl první ze sedmnácti dánských Gauntletů, smontovaných z dodaných dílů u Haerens Fluvertroppens Vaeksteder v Kodani.

## Nasazení

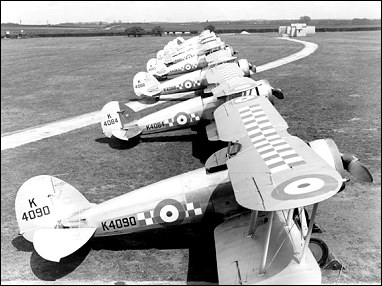
Letouny Gloster Gauntlet, RAF, 1936

Prvních šest sériových Gauntletů Mk.I převzala 19. peruť RAF v únoru 1934. V roce 1937 již s Gauntlety operovalo celkem 13 perutí, z nichž prvoliniová 616. ve Finningley měla tyto letouny ještě na podzim 1939. Díky modernizaci leteckého parku RAF však Gauntlety přecházely k výcviku a jiným pomocným službám, nebo k jednotkám v méně exponovaných zemích.
Gauntlety Mk.II tak v letech 1939-40 sloužily u 6. perutě v Palestině, v květnu 1940 byly 24 stroje převeleny do Egypta na obranu Káhiry. Další se v této oblasti používaly jako cvičné, aby se šetřily letové hodiny výkonnějších stíhacích letounů. K ojedinělému bojovému nasazení došlo při útocích na pozemní cíle. Piloti Gauntletů nárokovali sestřel jednoho stroje Caproni Ca.133, který však Regia Aeronautica nepotvrdila.
Ve stejné oblasti se Gauntlety dostaly do výzbroje RAAF, které je dokonce používalo při střemhlavých útocích a při Wavellově postupu proti italským silám v prosinci 1940. Následně byly staženy z bojové činnosti.
Většina dánských Gauntletů byla zničena při náletech Luftwaffe, nebo haváriích v dubnu 1940.
Finské letectvo obdrželo 25 strojů v roce 1940 darem od Jihoafrické unie, které ovšem byly dodány přímo z Británie. Byly zařazeny do výcvikových jednotek, kde poslední stroje dolétaly v roce 1945.

## Specifikace (Gauntlet Mk.II)

Gloster Gauntlet

Údaje podle

### Technické údaje
- Osádka: 1 (pilot)[3]
- Rozpětí: 9,99 m
- Délka: 8,00 m
- Výška: 3,10 m
- Nosná plocha: 29,60 m²
- Hmotnost prázdného letounu: 1255 kg
- Vzletová hmotnost: 1800 kg
- Pohonná jednotka: 1 × vzduchem chlazený hvězdicový devítiválec Bristol Mercury VIS2[3]
- Výkon pohonné jednotky: 640 mechanických koňských sil (480 kW)[3]

### Výkony
- Maximální rychlost v 4800 m: 370 km/h
- Přistávací rychlost: 98 km/h
- Stoupavost u země: 11,8 m/s
- Dostup: 10 210 m
- Dolet: 600 km

### Výzbroj
- 2 × pevný synchronizovaný kulomet Vickers Mk.V ráže 7,7 mm na boku trupu, 1 200 kusů střeliva[3]